# Joseph Burns (Politiker)

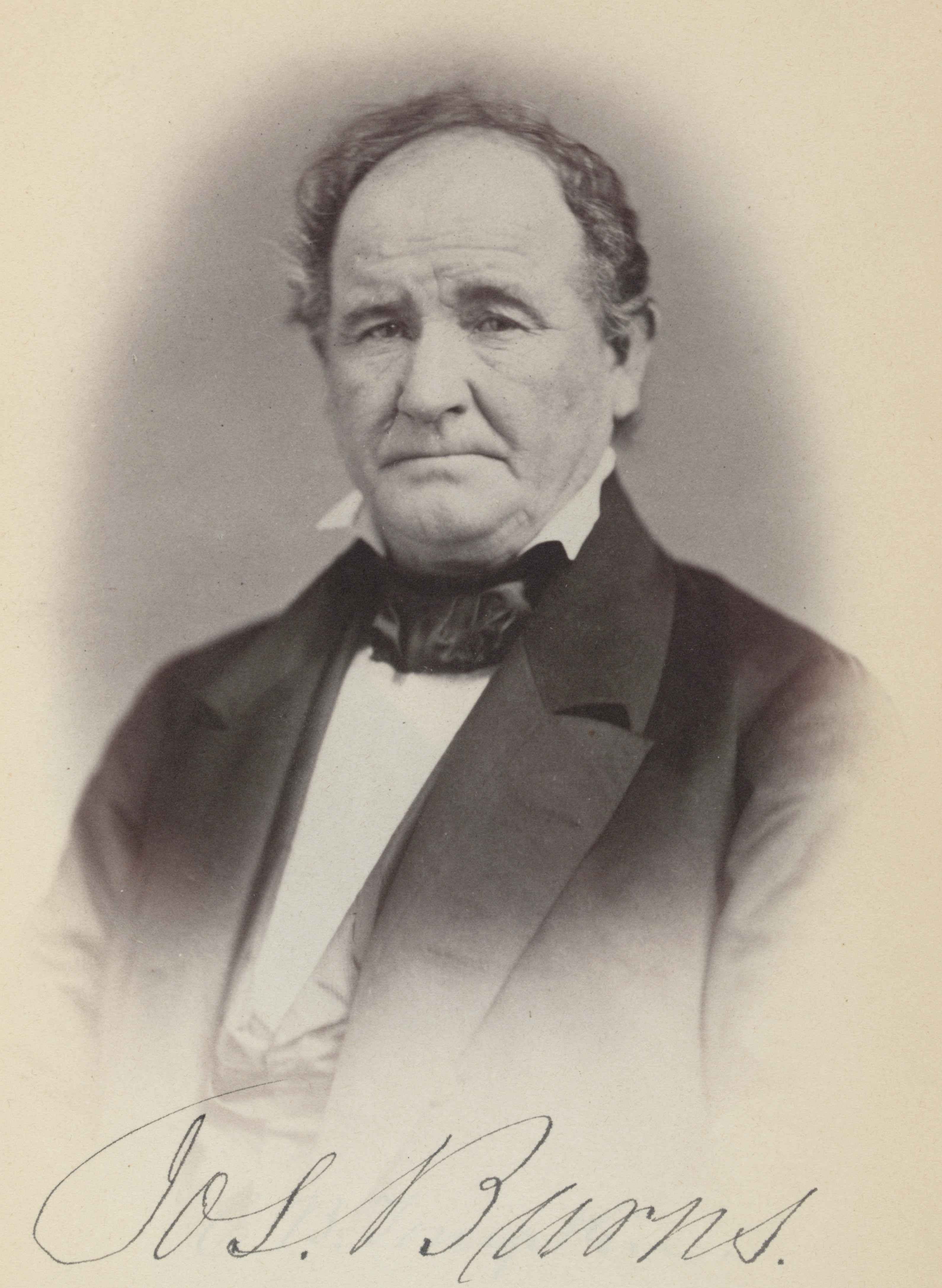
Joseph Burns (1859)

Joseph Burns (* 11. März 1800 in Waynesboro, Virginia; † 12. Mai 1875 in Coshocton, Ohio) war ein US-amerikanischer Politiker. Zwischen 1857 und 1859 vertrat er den Bundesstaat Ohio im US-Repräsentantenhaus.

## Werdegang
1815 kam Joseph Burns mit seinen Eltern nach New Philadelphia in Ohio. Ein Jahr später ließ sich die Familie in der Nähe von Coshocton nieder. Er besuchte die öffentlichen Schulen seiner jeweiligen Heimat und arbeitete danach in der Landwirtschaft. Gleichzeitig schlug er eine politische Laufbahn ein. Zwischen 1821 und 1838 war er Revisor der Bezirksverwaltung im Coshocton County. Er wurde Mitglied der Demokratischen Partei. Von 1838 bis 1840 saß er als Abgeordneter im Repräsentantenhaus von Ohio; zwischen 1843 und 1851 übte er das Amt des County Clerk aus. In der Staatsmiliz brachte er es bis zum Generalmajor.
Bei den Kongresswahlen des Jahres 1856 wurde Burns im 15. Wahlbezirk von Ohio in das US-Repräsentantenhaus in Washington, D.C. gewählt, wo er am 4. März 1857 die Nachfolge von William R. Sapp antrat. Da er im Jahr 1858 nicht bestätigt wurde, konnte er bis zum 3. März 1859 nur eine Legislaturperiode im Kongress absolvieren. Diese war von den Ereignissen im Vorfeld des Bürgerkrieges geprägt.
Nach seiner Zeit im US-Repräsentantenhaus war Joseph Burns im Apothekengeschäft in Coshocton tätig. Außerdem amtierte er im Coshocton County als Nachlassrichter. Er starb am 12. Mai 1875 in Coshocton, wo er auch beigesetzt wurde.